# Tridophyllum cryptoteniae
Tridophyllum cryptoteniae là loài thực vật có hoa trong họ Hoa hồng. Loài này được (Maxim.) Greene miêu tả khoa học đầu tiên năm 1906.